# Казаков Валентин Васильович
Валентин Васильович Казаков (нар. 17 серпня 1955) — український політик, Сєвєродонецький міський голова (з листопада 2010 року).

## Життєпис
У 1978 році закінчив Харківський політехнічний інститут. Доктор технічних наук, доцент.
Колишній голова правління ЗАТ «Сєвєродонецьке об'єднання «Азот».
Був членом Партії регіонів.
Заслужений працівник промисловості України (2007).

## Фото

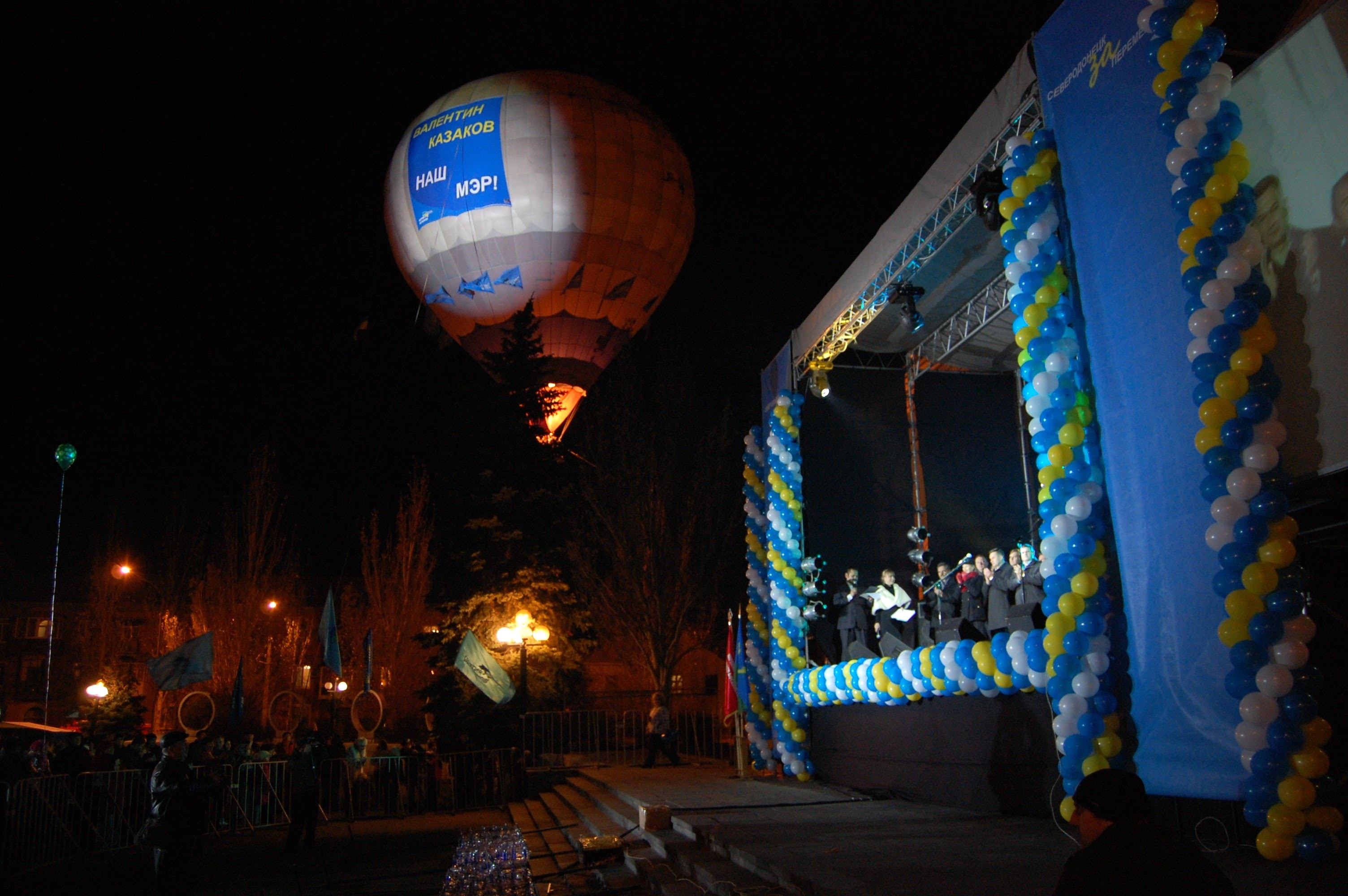
Мітинг 2010-10-29
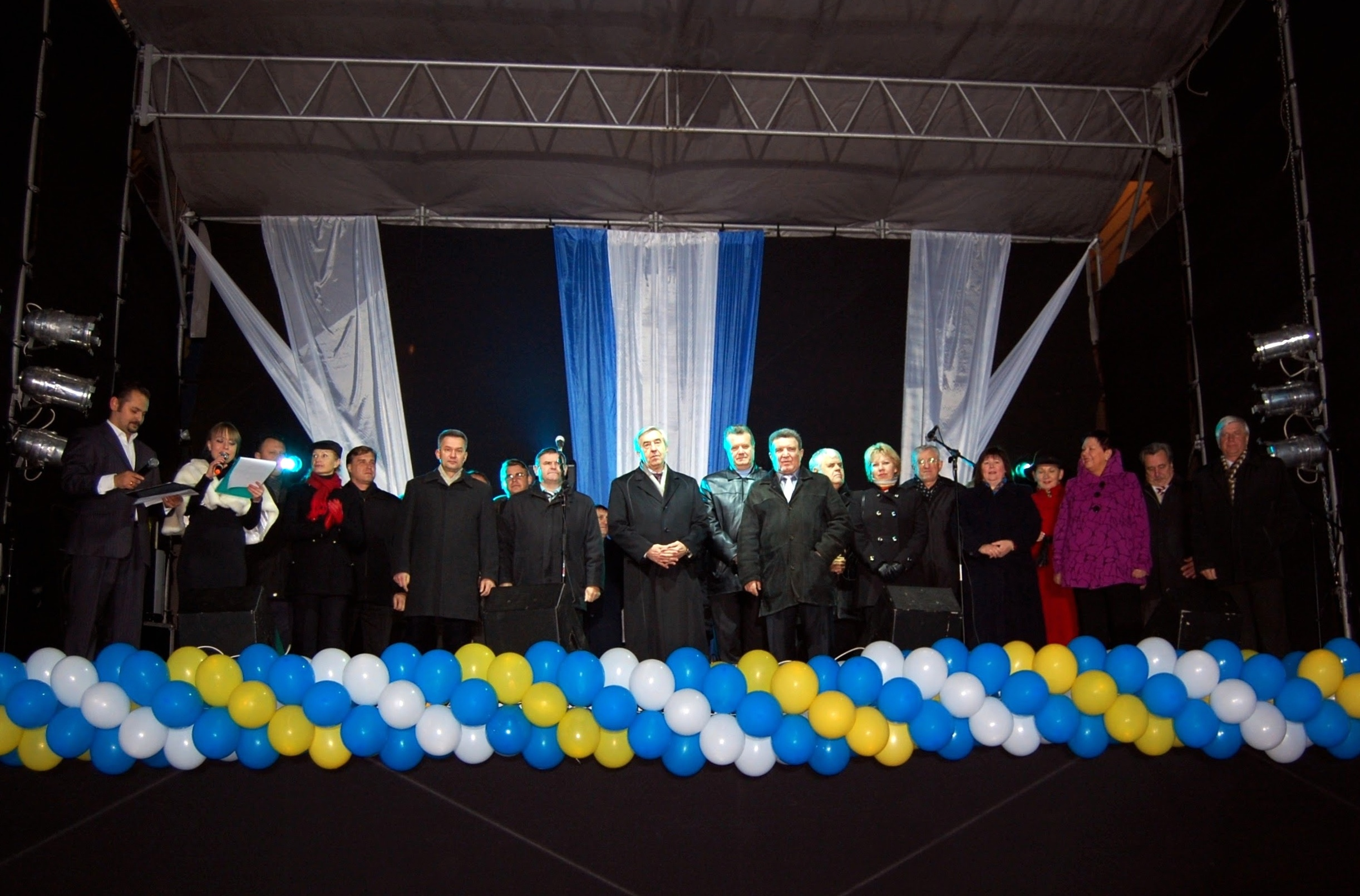
Мітинг 2010-10-29